# Gerd Enders
Gerd Enders (* 6. März 1924 in Glauchau; † 27. April 2016 in Landsberg am Lech) war ein deutscher Handballtrainer. Mit dem BSV Solingen 98 und dem TSV Grün-Weiß Dankersen wurde er Deutscher Feldhandballmeister.

## Karriere
Enders war Mitglied des Trainerrats der Sowjetzone und traf nach einem Unfall 1959 im Krankenhaus auf den Vorsitzenden des BSV Solingen 98 Heinz Dahmann. 1960 verpflichtete Dahmann ihn als Trainer. Mit Solingen stand er 1963 zum ersten Mal im Finale um die Deutsche Feldhandballmeisterschaft. Das Spiel ging jedoch mit 6:9 gegen den VfL Wolfsburg verloren. Im Endspiel 1965 gegen Grün-Weiß Dankersen konnte dann der Titel mit 15:14 nach Verlängerung errungen werden. Im Oktober 1965 verließ er Solingen und wurde im März 1966 Sportamtsleiter in Minden. Im Zuge dessen wurde er auch Trainer Grün-Weiß Dankersens und konnte mit dem Verein 1967 erneut den Meistertitel einfahren. Im Finale konnte der TV Großwallstadt mit 19:16 bezwungen werden. Durch den Sieg qualifizierte man sich auch für den erstmals ausgetragenen Feldhandball-Europapokal, der ebenfalls gewonnen wurde. Im Dezember 1968 folgte die Trennung. In der Saison 1970/71 trainierte Enders den TuS Spenge. 1972 sollte er die Nationalmannschaft Mexikos zu den Olympischen Sommerspielen 1972 in München führen. Die Qualifikation wurde jedoch verpasst. Die Kontakte ergaben sich aus einer Reise der Dankerser Meistermannschaft von 1967 zu den Olympischen Sommerspielen 1968 in Mexiko-Stadt. In der Saison 1973/74 war er für die Frauen-Mannschaft von TuS Eintracht Minden verantwortlich. Von 1977 bis 1979 coachte er den TV Germania Nordhemmern.

## Erfolge
- Deutscher Meister (2): 1965, 1967
  - Deutscher Vizemeister (1): 1963
- Feldhandball-Europapokalsieger (1): 1968

## Privatleben und Tod
Enders war verheiratet und hatte einen Sohn. Er schrieb Bücher über U-Boote und spielte Tennis. Nach einem schweren Verkehrsunfall im Jahr 1979 auf dem Rückweg aus dem Skiurlaub, ging der studierte Sportlehrer 1985 in den Vorruhestand.
Am 27. April 2016 verstarb Gerd Enders.